# Riachão (Maranhão)
Pour les articles homonymes, voir Riachão.

Riachão est une ville brésilienne située dans le sud de l'État du Maranhão. Sa population était estimée à 21 367 habitants en 2006. La municipalité s'étend sur 6 373 km2.

## Maires
| Période | Période | Identité          | Étiquette | Qualité |
| ------- | ------- | ----------------- | --------- | ------- |
| 2009    | 2012    | João Santos Braga | PSC       |         |